# Agios Nikolaos Foundoukli

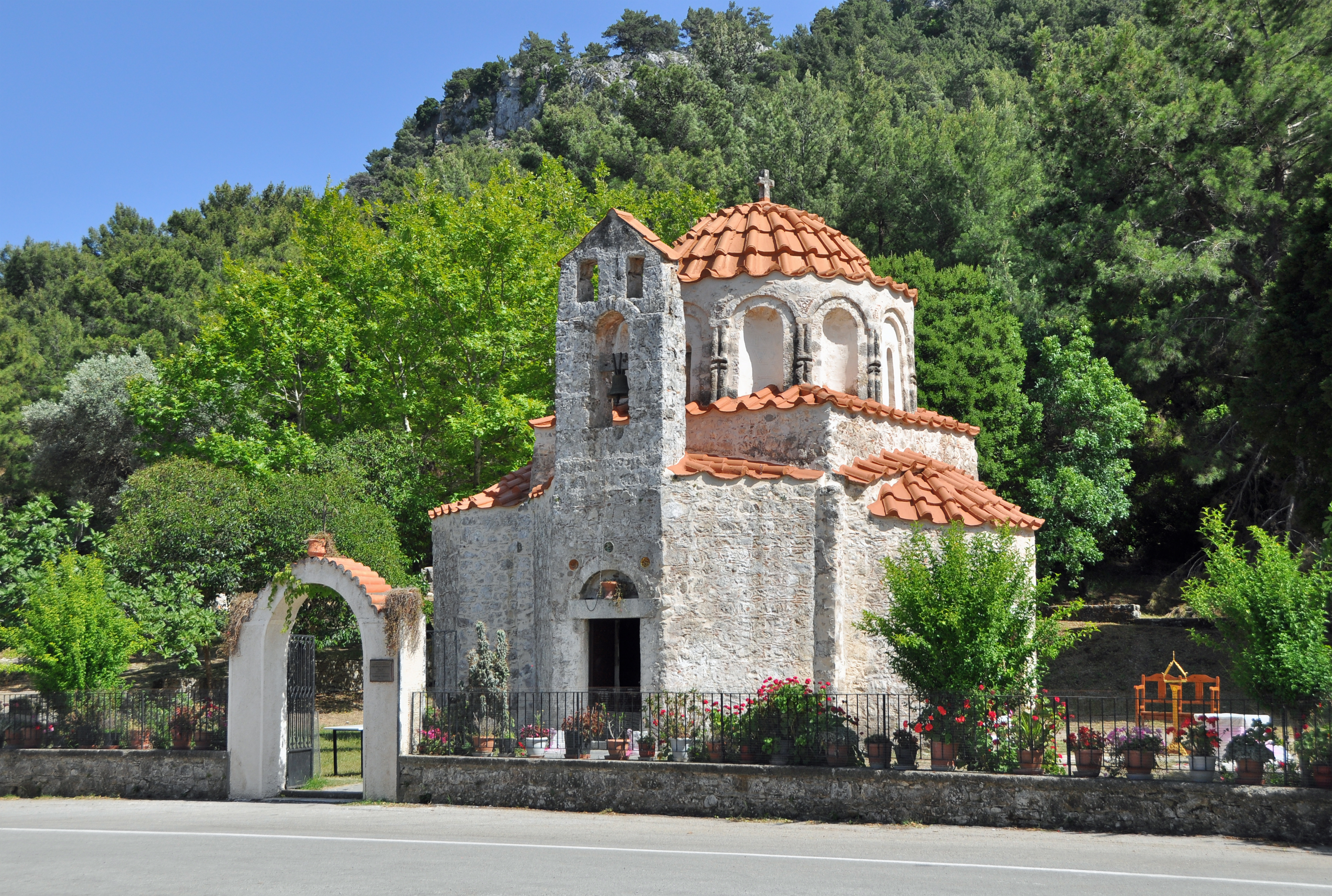
Kapelle Agios Nikolaos Foundoukli

Agios Nikolaos Foundoukli (griechisch Άγιος Νικόλαος Φουντουκλί) ist eine byzantinische Kapelle aus dem 15. Jahrhundert auf der griechischen Insel Rhodos.
Sie liegt an der Straße zwischen Eleousa und dem dritthöchsten Gipfel der Insel, dem Profitis Ilias, etwa vier Kilometer außerhalb von Eleousa auf der linken Seite. Der Legende zufolge ließ ein hoher Beamter die Kapelle als Vierkonchenbau errichten, nachdem seine drei Kinder an einer Seuche gestorben waren.

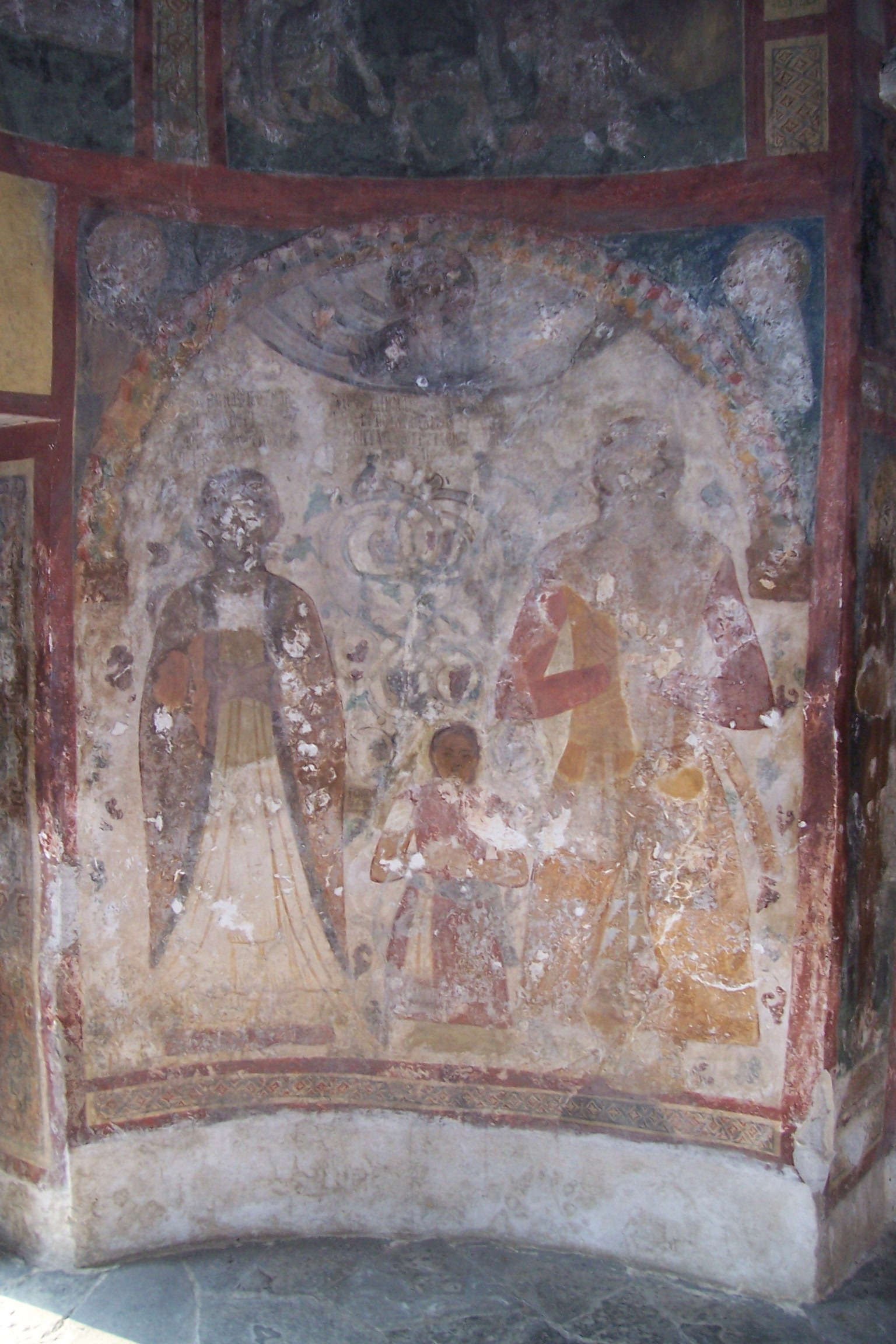
Fresko, Darstellung der Eltern mit den Kindern

Die gut erhaltenen Fresken zeigen unter anderem diese Kinder mit ihren Eltern, auch sind kindliche Motive wie beispielsweise ein Frosch oder Katzen auf ihnen abgebildet. Sehenswert sind auch die Alabasterfenster im Tambour der Kuppel. Anfang des 20. Jahrhunderts drohte die Kirche einzustürzen. Sie wurde daraufhin von den Italienern, der Besatzungsmacht zu dieser Zeit, abgestützt und die Kuppel neu aufgebaut. Die Kuppel selbst enthält deshalb keine Fresken mehr.
Neben der Kapelle dürfte eine kleine Klosteranlage gestanden haben, die heute nicht mehr bewohnt und deshalb verfallen ist. Feigenbäume umgeben diesen Ort am Fuße des Profitis Ilias, von dem man eine gute Aussicht über die Insel hat. Das macht sich auch die lokale Feuerwehr zu Nutze, die dort regelmäßig Wachen aufstellt, um Waldbrände früh erkennen zu können. Ein Brunnen auf der anderen Seite der Straße lädt zur Abkühlung ein.